# Keepers' Quarters Museum
Le Keepers' Quarters Museum est un musée américain dans le comté de Carteret, en Caroline du Nord. Il est abrité dans un bâtiment situé au pied du phare du cap Lookout, sur South Core Banks, dans le Cape Lookout National Seashore. Construite en 1873, cette maison servait autrefois de domicile aux gardiens du phare et elle est depuis le 3 juin 2000 une propriété contributrice au district historique de Cape Lookout Village.